# Ozumba de Alzate
Ozumba de Alzate es una localidad y la cabecera municipal de Ozumba, uno de los municipios del Estado de México, México. Se ubica en la porción sureste del estado, en las faldas del volcán Popocatépetl, y según el censo del 2010 tiene una población de 16 700 habitantes. El 31 de enero de 2013, el municipio fue reconocido como «Pueblo con encanto».

## Contexto del municipio
El municipio de Ozumba, del cual es cabecera Ozumba de Alzate, tiene una extensión territorial de 46,22  kilómetros cuadrados y colinda al norte con los municipios de Tepetlixpa, Juchitepec, Amecameca y Atlautla; al sur con el municipio de Atlautla, el estado de Morelos y el municipio de Tepetlixpa; al este con el municipio de Atlautla; y al oeste con el municipio de Tepetlixpa.

## Contexto local
En esta población nació el científico mexicano José Antonio Alzate, razón por lo que se añadió oficialmente a la población la denominación «de Alzate». El General Juan N. Mirafuentes, gobernador del Estado de México, anunció el 30 de abril de 1879 que el congreso aprobó un decreto para elevar la población al rango de «villa» y el cambio de nombre para «perpetuar la memoria del sabio mexicano D. José Antonio Alzate que hizo las primeras observaciones del paso de Venus por el disco del sol y que publicó en la Academia de Ciencias de París en el año de 1770».
Esta localidad del Estado de México es famosa por su tianguis, de origen posiblemente prehispánico, cuyas primeras referencias son del siglo XVII, el cual se lleva a cabo los días martes y viernes, sirve también como punto de intercambio de productos para una amplia región que incluye el sureste del Estado de México, el noreste de Morelos y algunas localidades de Puebla, además de compradores de la Ciudad de México. En él se puede encontrar gran variedad de artículos desde agrícolas y pecuarios que se venden al mayoreo y otros como comida, ropa y calzado.